# Knighton, Powys
Knighton (valižansko Tref-y-clawdd ali Trefyclo) je majhen trg in skupnost v Powysu v Walesu v zgodovinskih okrajnih mejah Radnorshira. Leži ob reki Teme. Manjši del pozidanega območja je v Shropshiru v Angliji. Je šesto največje mesto v Powysu. Ime  izhaja iz stare angleščine in pomeni "naselje služabnikov", beseda cniht ali cnihta (zdaj "knight") je prvotno pomenilo služabnik, ne vojak. Bil je anglosaško naselje (čeprav niso našli sledu za to) in nato normansko utrjeno mesto. Valižansko ime Tref-y-clawdd ni prevod: pomeni "mesto ob nasipu" (tj. Offov nasip) in ne Knighton. Prvič je omenjeno leta 1262. Če bi prevedli Knighton v valižanščino, bi se imenoval Tregwas.

## Zgodovina
Naselje je bilo morda ustanovljeno zaradi dodelitve zemljišča svobodnjakom. 
Prebivalci so Knightončani.
Prazgodovina Knightona je nejasna, vendar je nekaj lokalnih znakov: hrib Caer Caradoc (železnodobno gradišče, povezano s Karadokom ali Karatakom) je 3 km stran tik ob cesti proti mestu Clun.  Watling Street, rimska cesta, poteka le nekaj kilometrov proti vzhodu pri Leintwardinu. Vsa naselja okrog območja Knighton so morda bila del železnodobnega kraljestva keltskega ljudstva Cornovii, ki je bilo sestavljeno iz današnjih okrožij Cheshire, Shropshire, North Staffordshire, North Herefordshire, dela Powysa in Worcestershire.
Knighton je znan po dobro ohranjenem Offovem nasipu.  Watov nasip poteka vzporedno z Offovim le nekaj kilometrov proti vzhodu. Zemeljska dela potekajo od severa proti jugu vzdolž angleško-valižanske meje od Basingwerka v bližini Holywella do Oswestryja. Jarki, dva normanska gradova, zgrajena v 12. stoletju, so najstarejši ohranjeni deli sodobnega Knightona. Mesto je postalo okrožje leta 1203 z listino, ki je omogočila tedensko trgovanje in letni sejem.  Grad je leta 1402 zasedel Owain Glyndŵr. Grad in velik del mesta je uničil.  Glavna bitka med uporom se je odvijala istega leta pri Pillethu (valižansko Bryn Glas), 5 km južno od mesta.
Mestna cerkev izvira iz 11. stoletja, vendar je bil velik del obnovljen v 19. stoletju. Je ena od le dveh v Walesu, posvečena svetemu Edvardu; zavetnik Anglije pred svetim Jurijem. Predanost angleškemu svetniku je znak dvojne angleško-valižanske narave mesta, ki ni bil zakonsko rešen do leta 1535, ko je bil Knighton dokončno potrjen kot del Walesa z zakonom zveze. Ima tudi kapelo Janeza Krstnika in majhno katoliško cerkev.
Knighton je bil v 15. stoletju uspešen kot središče trgovine z volno . Pozneje je bil pomembna točka na dveh poteh iz Dovra prek Montgomeryja v Hereford in iz Londona v Aberystwyth. Sicer je bil Knighton oddaljen od središč trgovine. Železniška revolucija je dosegla mesto v 1850-ih. Gradnja železnice je bila ekonomsko upravičena le zaradi podjetniškega zagona. Knightonsko železniško družbo so ustanovili lokalni lastniki zemljišč in poslovnežev. Zgrajena je bila proga od Craven Armsa do mesta. Delo se je začelo avgusta 1858 in končalo marca 1861. Postaja je bila zgrajena leta 1865. 
Da bi proslavili ustoličenje britanske kraljice Elizabete II. leta 1953, so bili v zimzeleni gozd na hribu severno od mesta posajeni listavci. 

## Geografija
Knighton je 220 km oddaljen od Londona, 138 km od valižanskega središča Cardiffa in 31 km od občinskega središča Llandrindod Wells. Manjši del Knightona, ki leži v Shropshiru, ima okrajno upravno središče Ludlow,  oddaljeno 26 km, in okraj mesto Shrewsbury 55 km stran. Knighton je gručasto naselje s središčem okrog stolpa z uro in se je razvil vzdolž osrednje ceste.

### Geologija in geomorfologija
Knighton je redko poseljeno območje sredi Walesa in angleške meje. Zanj je značilna gričevnata planota z ozkimi rečnimi dolinami v osi vzhod–zahod. Na zahodu se tla strmo dvigajo proti Radnor Forestu, na severu mehkeje do vrha Clun Forest. Proti vzhodu gričevje nežno pada na Shropshirsko nižino. Južno od mesta je hrib Llan Wen Hill. Središče mesta je na okoli 174 metrov nadmorske višine, okoliški hribi – najvišji je Bailey Hill – pa se dvignejo na 418 m. Edina večja reka je Teme.
Knighton temelji na ludlovijanskih kamninah iz obdobja silur in je bil blizu južnega roba ledenega pokrova v zadnji ledeni dobi (poledenitev Wisconsina). 

### Podnebje
Povprečne vrednosti temperatur in padavin, izmerjene med letoma 1971 in 2000 na vremenski postaji v Shawburyju, so med 5 in 15 °C. Čeprav je oddaljena 56 km, je najbližja meteorološka postaja in ima podobno podnebje. Knighton leži v senci Kambrijskega gorovja, zato je nekoliko toplejši in precej bolj suh (poprečje 653 mm dežja) od povprečja v Walesu.

## Uprava
Po zakonu o zvezi je bil Knighton skoraj 450 let del tradicionalne županije Radnorshire. Podobno kot pri številnih starih okrožjih je prenehal obstajati leta 1974 in bil vključen v okrožje Powys. [19]
Mestni svet ima 13 svetnikov, ki izvolijo župana. Mestna oblast je v rokah okrožnega sveta Powysa. Nad njim je državni zbor Walesa.
Knighton spada v westminstrsko volilno enoto Brecon in Radnorshire. 

### Angleški del
Nekaj cest in hiš, ki ležijo čez mejo v Angliji, so del civilne župnije Stowe v grofiji Shropshire. To je del westminstrske volilne enote Ludlow.

## Pobratena mesta
Knighton je od avgusta 2009 pobraten z majhnim bretonskim mestom Varades. 

## Demografija
Po popisu iz leta 2011 je imel Knighton 3007 prebivalcev. Suhi statistični podatki potrjujejo počasno rast števila prebivalcev od začetka 19. stoletja. Knightončani se ne izrekajo tako pogosto za Valižane kot drugi predeli Walesa. Prav tako je bolj homogen in ima višjo stopnjo zaposlenosti. 

## Zanimivosti
V mestu so vidni ostanki dveh zgodnjih grajskih poslopij mota. Eno je Bryn-y-Castell, drugo se skriva za gasilskim domom v zasebnem vrtu. 
Zunaj Knightona je observatorij s teleskopom, največjo evropsko kamero obskuro in planetarij. Opazovalnica je del projekta Spaceguard ZK, ki išče asteroide, ki bi lahko ogrozili Zemljo.
Stolp z uro – podoben je v Rhayaderju, mestu Hay-on-Wye in Machynllethu – je bil zgrajen leta 1872 in je osrednji simbol mesta.
Knighton je na sredini ali začetku dveh pešpoti; Glyndŵr's Way in Offa's Dyke. Offa's Dyke Association je center za obiskovalce v mestu in je bil slovesno odprt leta 1971.  Velik del poti lahko uporabljajo tudi jezdeci in vozila. V bližini potekata tudi poti Jack Mytton in Wat's Dyke.

## Gospodarstvo
Mesto ima številne trgovine, v katerih kupujejo prebivalci podeželskega zaledja in zaposlujejo 18 % aktivnega prebivalstva. Knighton ima malo industrije. Večina mladih ga zapusti po dokončanem šolanju. Turizem je ključnega pomena. Leta 2001 je bil ogrožen zaradi epidemije slinavke in parkljevke leta 2001.
Čeprav so plače nizke, ima Knighton (2001) samo 2,88 % nezaposlenih. 